# Mesnil-Lettre
Mesnil-Lettre település Franciaországban, Aube megyében. Lakosainak száma 58 fő (2022. január 1.). Mesnil-Lettre Avant-lès-Ramerupt, Chaudrey és Nogent-sur-Aube községekkel határos.

## Népesség
A település népessége az elmúlt években az alábbi módon változott:
| Lakosok száma | 61   | 34   | 48   | 57   | 59   | 59   | 58   | 57   | 56   | 58   |
|               | 1968 | 1982 | 1990 | 2006 | 2013 | 2015 | 2017 | 2019 | 2020 | 2022 |